# حشره‌شناسی (کتاب)
حشره‌شناسی کتابی از محمود شجاعی است که در سال ۱۳۴۶ منتشر و برندهٔ جایزه کتاب سال سلطنتی شد.